# Álvaro de Carvalho (capitão)
Álvaro de Carvalho, ou Álvaro Pires de Carvalho, Senhor do Morgado de Carvalho, foi capitão de Alcácer-Ceguer e de Mazagão.
Álvaro de Carvalho era filho primogénito de Pedro Álvares de Carvalho, senhor do Morgado de Carvalho (e capitão de Alcácer-Ceguer), e de D. Maria de Távora, filha de D. Martinho de Távora, que também foi capitão de Alcácer-Ceguer. 

## Capitão de Alcácer
Álvaro foi capitão de Alcácer-Ceguer durante 4 anos, de 1545 a 1549, sucedendo a seu pai. A Pedatura Lusitana acrescenta que governou essa praça «até que elle (o rei D. João III) o mandou sair quando se largou e foi o ultimo que ella teve, e dahi passou a Mazagão em satisfação de Alcacer» . Em certas listas encontram-se os nomes de Bernardim de Carvalho, seu irmão, e de Rui Dias de Sousa como últimos capitães, mas Alcácer foi abandonada entre fins de 1549 e 1550, se Bernardim e Rui Dias governaram em 1550 foi pouco pouco tempo.

## Capitão de Mazagão
Encontramos Álvaro de Carvalho como capitão de Mazagão em substituição de Tristão de Ataíde, logo o ano de 1551. «Fez muitos serviços e ElRei D. J.° o 3.°» nessa praça até 1561, ano em que possivelmente volta a Portugal para tratar de alguns assuntos, e deixa na praça como capitão interino seu irmão Rui de Sousa de Carvalho.

## Grande cerco de Mazagão
Pouco mais tarde o Xarife Abedalá Algalibe, decide apoderar-se de Mazagão, e aí envia seu filho Mulei Mohammed com uma armada de cerca de cento e cinquenta mil homens, que põem o cerco a vila a partir de fevereiro de 1562.
Rui de Sousa vendo a multidão, recusa  a proposta do Xarife de abandonar a praça e pede socorro à metrópole. O cerco começa, as diferentes batalhas fazem muitos mortos e feridos e a 24 de Março chega Álvaro à praça com uma armada.
Em 24 de Abril Rui de Sousa é gravemente ferido e queimado, mas continua a luta.
Em 7 de Maio os mouros levantam o cerco, onde morreram mais de vinte e cinco mil mouros e cento e dezassete portugueses.
Feridos e queimados portugueses, que sobreviveram, foram duzentos e sessenta. De Álvaro a Pedatura Lusitana diz o seguinte: "assistiu no grande cerco que lhe pos o Xarife (...) no qual cerco mostrou muito valor e prudencia». 
Parece que depois do cerco, nesse mesmo ano de 1562, Álvaro voltou para Portugal, deixando seu irmão Rui de Sousa, governar, sendo este substituído pouco depois.

## Genealogia
Álvaro era filho e irmão de outros capitães de Marrocos. Seu pai governou Alcácer, seu irmão Rui de Sousa, Mazagão e Tânger; um outro irmão, Bernardim de Carvalho, Alcácer, Tânger e Mazagão.
Não ficou por aí a "dinastia": casou Álvaro com D. Maria de Gusmão sua prima filha de Diogo de Sepúlveda e de sua mulher D. Constança de Távora da qual teve:
Pedro Álvares que também foi capitão de Mazagão (1572-1574), Gil Fernandes de Carvalho, que foi capitão de Mazagão entre 1574-1577 e em 1586; Bernardim de Carvalho «que serviu bem na India e lá o matou uma onça s.g.»; D. Joana de Gusmão mulher de D. Fernando Henrique de Faro e D. Constança que morreu menina.